# ابار علي سالم (المهرة)

تعديل مصدري - تعديل

ابار علي سالم هي إحدى قرى عزلة حبروت بمديرية شحن التابعة لمحافظة المهرة، بلغ تعداد سكانها 10 نسمة حسب تعداد اليمن لعام 2004.